# Santiago Silva (ur. 2004)
Santiago Fabián Silva Silva (ur. 20 sierpnia 2004 w Montevideo) – urugwajski piłkarz występujący na pozycji środkowego pomocnika, od 2021 roku zawodnik Danubio.